# Raça nórdica
A raça nórdica é uma interpretação antropológica do fenótipo humano. Tendências em ligar as características físicas da raça nórdica ao caráter, psicologia, nacionalidade ou qualidades especiais são consideradas ilegítimas em antropologia.
O termo nórdico entrou em voga relativamente tarde. O antropólogo russo (francês por nascimento) Joseph Deniker, referia-se a uma raça nórdica por volta de 1900. Definiu-a através de um conjunto de características físicas: a conjunção de cabelo louro levemente ondulado, olhos claros, pele rosada, estatura elevada, crânio dolicocéfalo e frente reta.